# Pestmeester

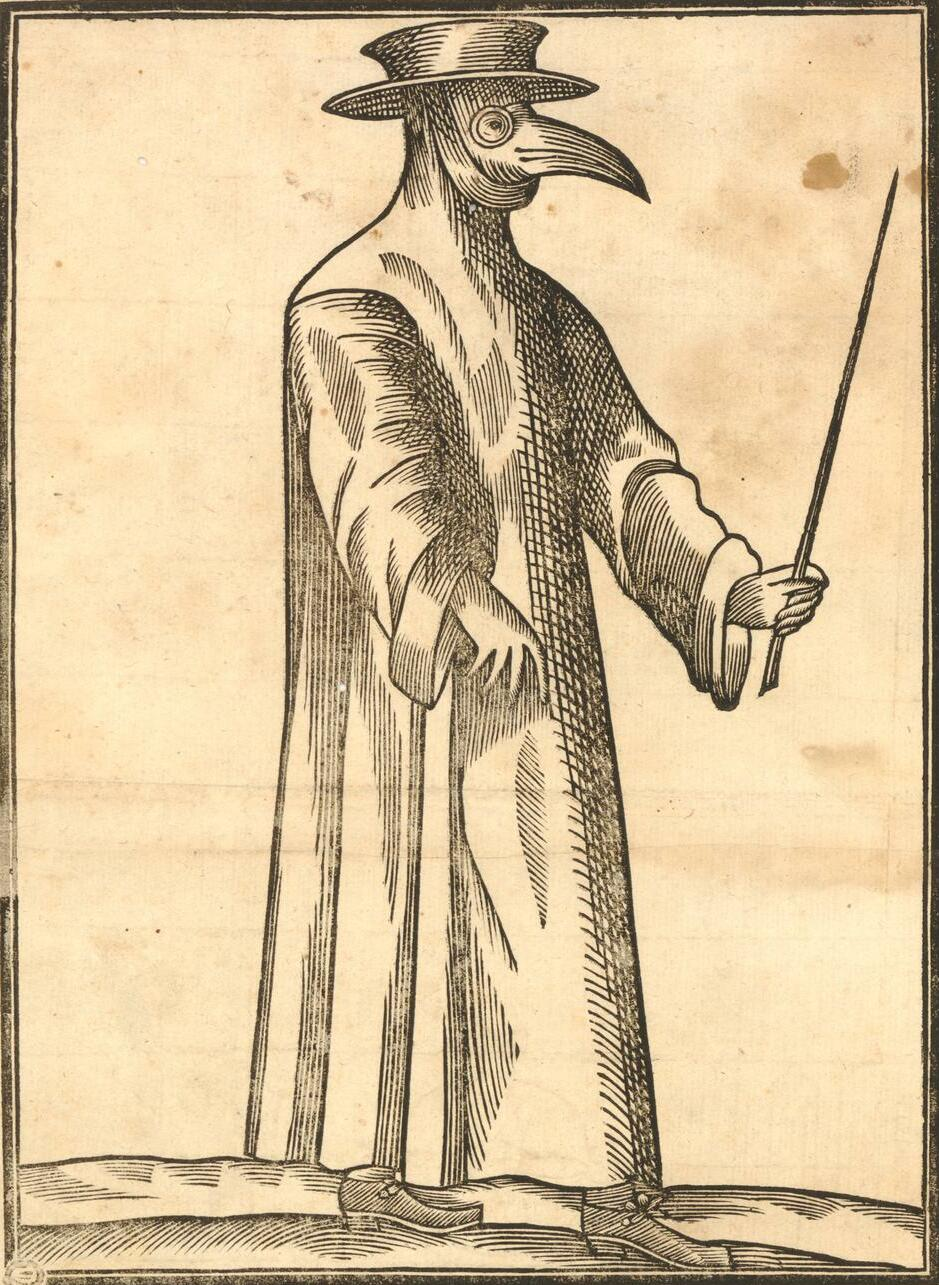
Een Romeinse pestdokter tijdens de epidemie van 1656. De prent is de oudste afbeelding van een pestdokter van het maskertype.

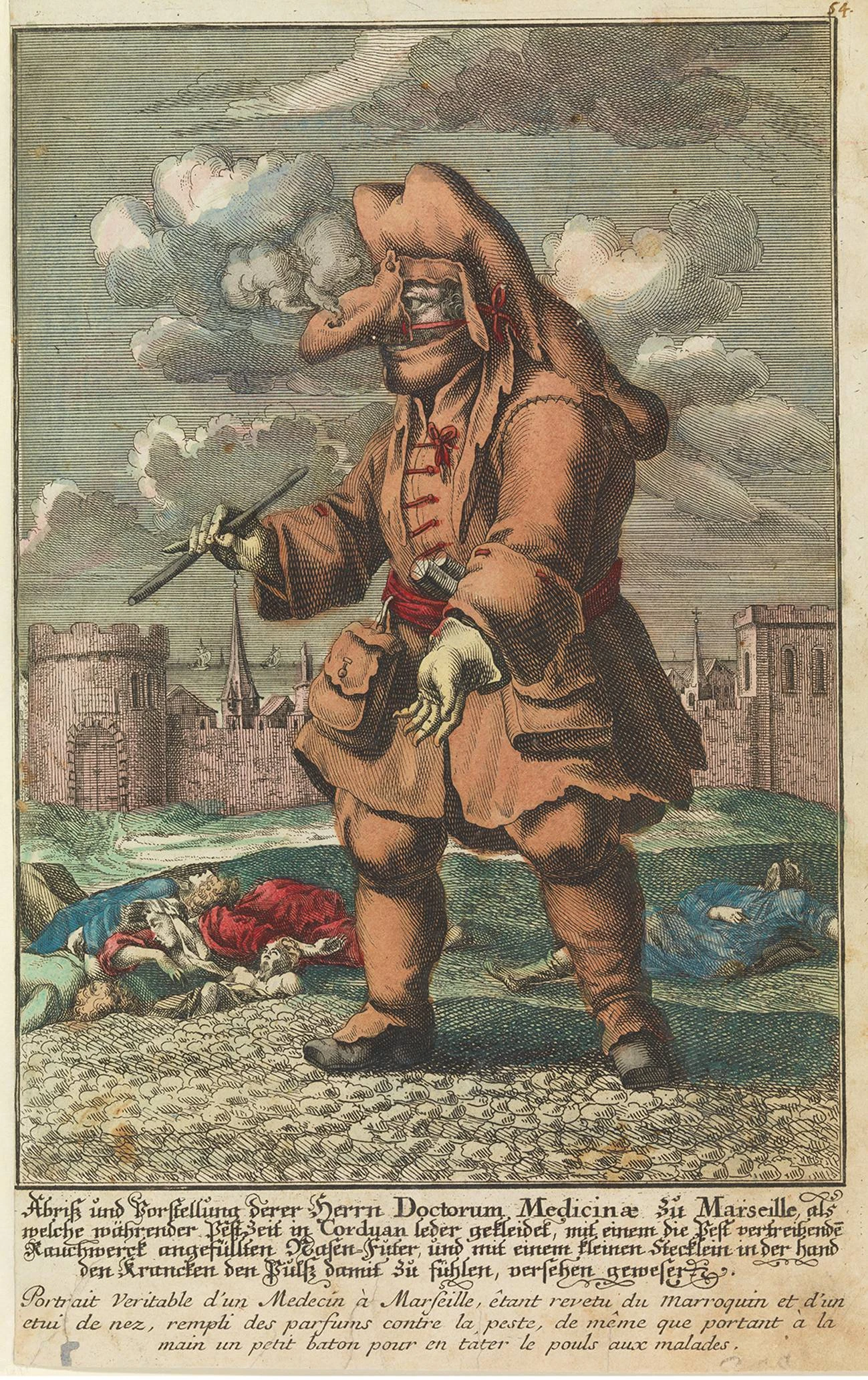
Achttiende-eeuwse karikatuur van een in leer geklede pestmeester tijdens de pestepidemie van 1720 in Marseille. In het masker smeulend materiaal om pestdampen onschadelijk te maken.

Een pestmeester was een door de plaatselijke overheid aangestelde functionaris die pestlijders verzorgde. Hij deed vooral dienst in tijden van epidemieën. Naar het bekende snavelmasker, dat pas in de 17e eeuw in gebruik kwam en eigenlijk een randverschijnsel bleef, wordt soms ook gesproken van een snaveldokter. 
De pest, ook wel Zwarte Dood genoemd, is een ziekte die van de 14e tot de 19e eeuw in Europa veelvuldig voorkwam en enorme aantallen slachtoffers maakte. In eerste instantie werden de zieken door gewone artsen behandeld, maar tegen de ziekte was geen kruid gewassen. Er werden in sommige jaren zoveel mensen ziek dat men speciale pestmeesters aanstelde. Deze pestmeesters waren vooral actief als zich een epidemie voordeed. Het was niet eenvoudig om pestmeesters te vinden, niet veel mensen waren bereid om voor een karig loon hun leven in de waagschaal te stellen. 
De pestmeesters bezochten de zieken om te zien of ze getroffen waren door de pest. Hun taak was vooral de pestlijders te isoleren, zodat ze anderen niet konden besmetten. Het sluiten van huizen was een taak van hogere autoriteiten. In Antwerpen waren dat de keurmeesters, die pestmeesters als assistenten hadden. De behandelingen van de pestmeesters stelden meestal niet veel voor. 

## Kleding

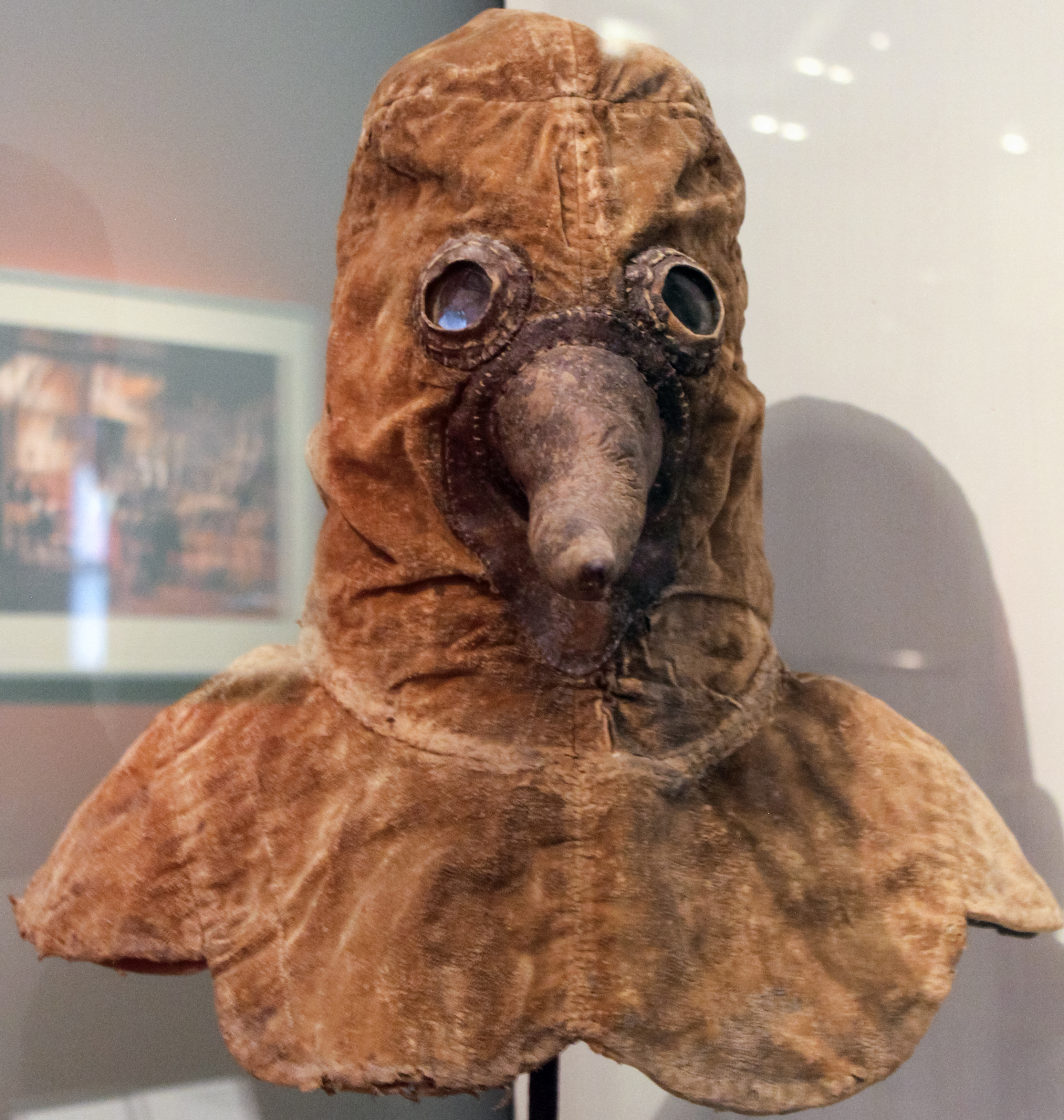
Leren pestmasker in het Deutsches Historische Museum, Berlijn. Er is twijfel of dit effectief werd vervaardigd voor gebruik in de pesttijd.

Naar het einde van de pest in Europa deed een figuur zijn intrede die de iconografie van pestmeesters zeer sterk zou bepalen, hoewel het in tijd en ruimte een randverschijnsel was: de "snaveldokter". Ze werden afgebeeld in speciale beschermende kleding die bestond uit een hoed, een masker met kijkgaten, een houten stok om zieken te kunnen onderzoeken zonder ze aan te raken, grote leren handschoenen, lange leren laarzen en een lange leren of geïmpregneerde cape. Dergelijke kledij bleef vermoedelijk zeldzaam en vond mogelijk haar oorsprong in de wereld van de fictie, namelijk als een rekwisiet in het Italiaanse theater, dat nadien door echte dokters zou zijn overgenomen. Afbeeldingen zijn schaars en veelal satirisch van aard. Het was alleszins een uitvinding van de 17e eeuw, niet van de middeleeuwen of de renaissance. De koninklijke arts Charles Delorme (1584-1678) werd kort na zijn dood beschreven als de uitvinder van een leren beschermingspak, inclusief een leren neus van een halve voet lang. De betrouwbaarheid van die vermelding staat echter ter discussie. Geografisch is er alleen bewijs voor gebruik in Italië en Frankrijk, vaak dan nog afkomstig van buitenlandse waarnemers.
Het snavelachtige masker zou gevuld zijn geweest met kruiden en specerijen om de lucht te zuiveren omdat men dacht dat de pest zich door de lucht verspreidde. Hoewel builenpestbesmetting van mens tot mens niet mogelijk is (tenzij door een vlo), kan de kleding de pestmeesters wel beschermd hebben – de volledige bedekking zorgde er ook voor dat vlooien niet op de pestmeester konden springen. Bij andere varianten, zoals longpest, is besmetting door middel van hoesten of niezen wel mogelijk, maar ook daar kan de kleding enige bescherming hebben geboden.